# Subra (Stern)
Subra ist der Eigenname des Sterns Omikron Leonis (ο Leonis) im Sternbild Löwe. Subra gehört der Spektralklasse A3 an und besitzt eine Helligkeit von +3,52 mag.
Subra ist ca. 135 Lichtjahre von der Erde entfernt.